# Eleutherodactylus audanti
Eleutherodactylus audanti är en groddjursart som beskrevs av Cochran 1934. Eleutherodactylus audanti ingår i släktet Eleutherodactylus och familjen Eleutherodactylidae. IUCN kategoriserar arten globalt som sårbar. Inga underarter finns listade i Catalogue of Life.